# Strzyłki
Strzyłki (ukr. Стрілки, Striłky) – wieś w rejonie samborskim (do 2020 w rejonie starosamborskim) obwodu lwowskiego Ukrainy. Wieś liczy około 2375 mieszkańców. Leży nad rzeką Dniestr. Jest siedzibą silskiej rady pod którą podlega też Łopuszanka Chomina. Pierwsza wzmianka o wsi pochodzi z 1437.
To jest administracyjne i kulturalne centrum Gminy Strilkiv, która obejmuje 21 wsi. Stanem na rok 2021, zgodnie z oficjalnymi danymi, liczba ludności wynosiła 2175 osób, z czego 1587 to osoby dorosłe.
Znajduje się tu stacja kolejowa Strzyłki, położona na linii Sambor – Czop.

## Historia
Badania archeologiczne w latach 90. XX w. wskazują, że ziemie Strzały były schronieniem ludzkiej cywilizacji od najdawniejszych czasów. Już przy wjeździe do wsi od strony Wierchnego Łużki, na południe od torów kolejowych, na prawym brzegu rzeki Topilczanki (prawy dopływ Dniestru), na wysokości 8–10 m nad poziomem zalewowym, odkryto osadnictwo z epoki brązu (koniec III – początek I tysiąclecia p.n.e.). Natomiast na północno-wschodnich obrzeżach wsi, 0,5 km w tym samym kierunku od internatu, w miejscu, gdzie płynie potok Olenka, na jej prawym brzegu znajduje się osada frankońskiej kultury halsztackiej. 
Znana od 1437 r. Niegdyś na lewym brzegu Dniestru (obecnie wieś Młyny) znajdowała się warownia drewniano-ziemna.
Wieś prawa wołoskiego, położona była w pierwszej połowie XV wieku w ziemi przemyskiej województwa ruskiego. Od 1905 przez wieś przechodzi linia kolejowa łącząca Użhorod z Samborem.
W XIX w. wieś posiadała własną symbolikę: pieczęć z wizerunkiem dwóch postaci ludzkich – rycerza celującego z broni w ukrywającego się za tarczą Tatara. Znana badaczka Z. Stshetelska-Grynbergova zauważyła w tym względzie: „Postać na tej pieczęci ma w swym ubiorze cechy starożytne... Nakrycie głowy jednej z nich jest dość wyraziste – takie, jakiego używali Tatarzy”.
W 1877 r. we wsi znajdował się 1 tartak wodny (tártow wodny), 1 z piłą (gatrów) i 1 z piłą zwyczanych, które produkowały po cenie 560 metrów sześciennych (mt. kub.) desek i belek. po 3 złote Ryńskie za metr sześcienny. 
Od 1894 r. w Strelkach istniała szkoła z wykładowym językiem ukraińskim. Obecnie miejscowa szkoła nosi imię Mychajła Werbyckiego – ukraińskiego kompozytora, dyrygenta chóru, księdza UGCC, osoby publicznej, autora muzyki do hymnu Ukrainy „Ukraina jeszcze nie umarła”.
W 1904 r. gmina Striłky (wraz z wsiami Łysica i Młyna) liczyła 4580 mieszkańców.
W 1905 r. przez wieś poprowadzono linię kolejową łączącą Lwów z Użhorodem.
W 1921 r. liczyła około 1430 mieszkańców. W II Rzeczypospolitej miejscowość była siedzibą gminy wiejskiej Strzyłki.
W 1944 roku przeszła tu linia frontu, wieś została doszczętnie spalona, pozostały tylko dwa domy. Kościół został również trafiony pociskiem moździerzowym: drzwi zostały uszkodzone. I wciąż są ślady tych fragmentów. Ikona św. Eustachiusza i starego sługi została uszkodzona przez fragment. Stare księgi metryczne nie zachowały się – przeniesiono je do archiwum.
W latach 1940–1941 i 1949–1959 było to centrum powiatu strilkowskiego. 
W pobliżu wsi doszło do bitwy UPA.
W czasie walk narodowowyzwoleńczych lat 40. i 50. XX w. we wsi Striłky istniała rozległa podziemna sieć oddziałów UPA. Działali na terenie całego powiatu zarówno przeciwko okupantowi niemieckiemu, jak i sowieckiemu. Do UPA zgłosiły się wówczas setki miejscowych młodych mężczyzn, a ci, którzy nie mogli udać się do lasu, robili, co mogli, aby pomóc powstańcom. Walka była jednak nierówna i wielu chłopów wpadło w ręce enkawedystów. Starzy ludzie mówią, że w miejscu, gdzie obecnie mieści się rada wsi, znajdował się oddział NKWD. Prowadzono tu przesłuchania, tortury, egzekucje, a zwłoki poległych buntowników wrzucano do studni. Często zdarzało się, że zwłoki wywożono na tory kolejowe i tam grzebano. Dopiero w nocy krewni przybyli, aby zidentyfikować ofiary i pochować ich bliskich.
W 1992 roku z inicjatywy mieszkańca wsi, aktywnej osoby publicznej Mychajło Gawrylika, na brzegu rzeki przeprowadzono wykopaliska, podczas których wydobyto i pochowano 138 szczątków ludzkich ofiar reżimu komunistycznego w centrum wsi w pobliżu dworca kolejowego. Wśród dużej liczby szczątków babcia z pobliskiej wioski rozpoznała swojego syna, którego ręce i nogi zostały skręcone drutem kolczastym, a czaszkę rozbito młotem kowalskim.
W 2023 roku wieś Strilki wraz z okolicznymi wsiami dołączyła do sieci szlaków historyczno-turystycznych „BoykoMandry”, która powstaje przy wsparciu UFK i Gminy Striłky.

## Ważniejsze obiekty
- Cerkiew greckokatolicka